# Lantau

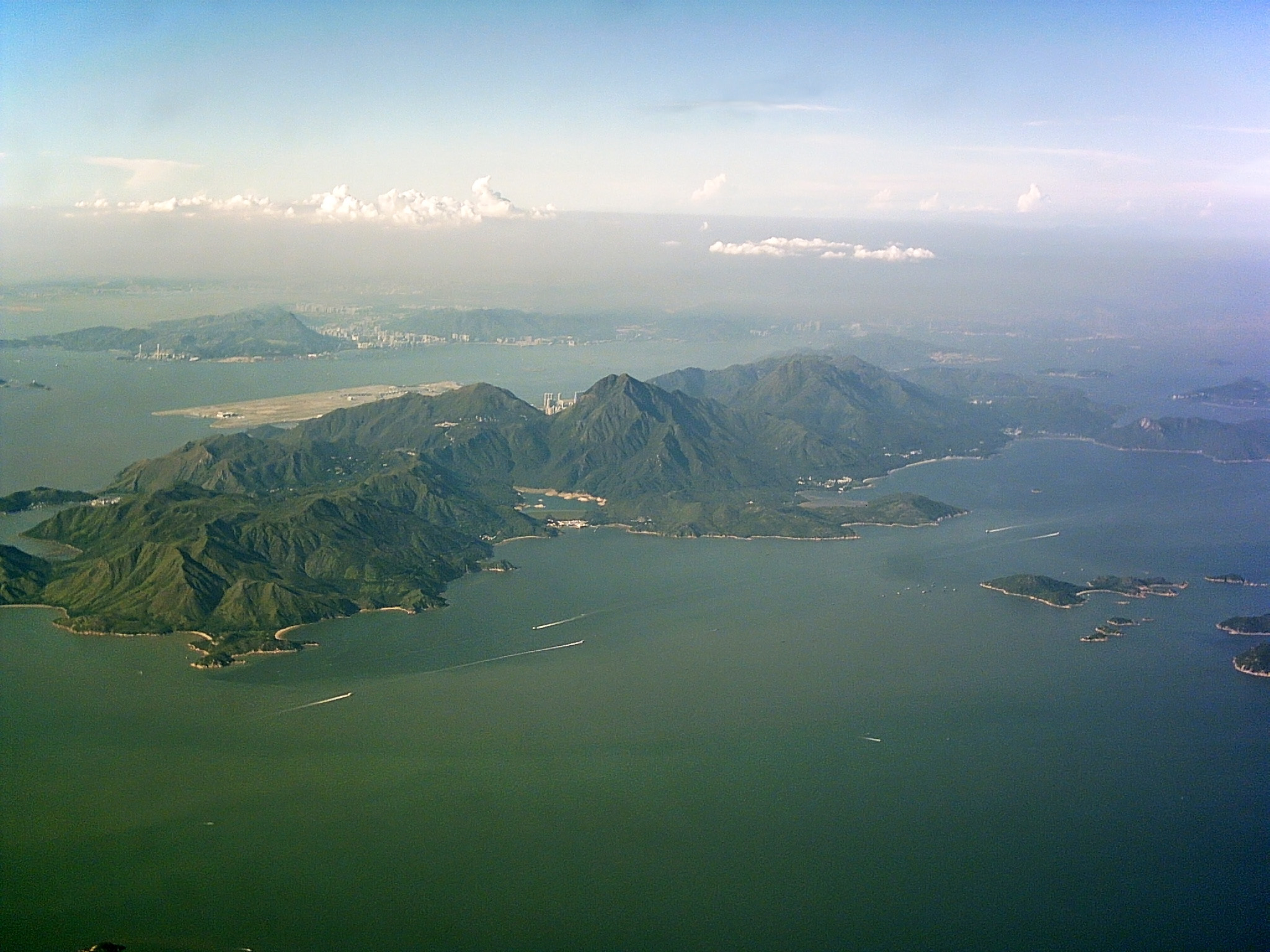
Ostrov shora

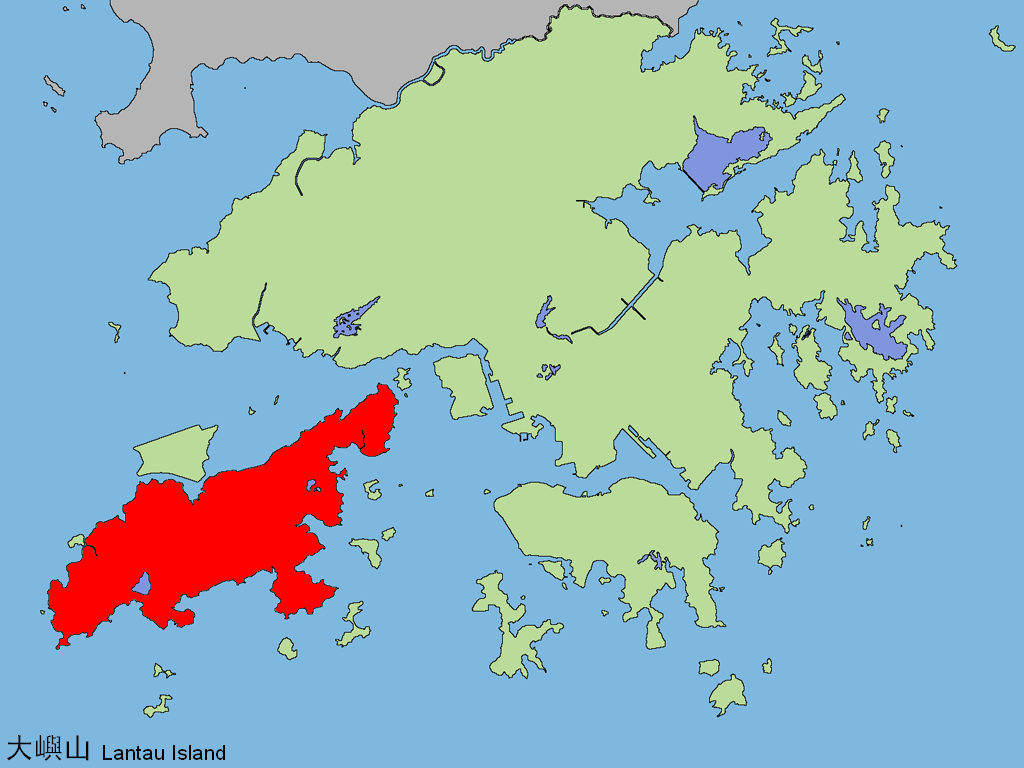
Lantau (červeně) na mapě Hongkongu

Lantau Island (大屿山) je největší ostrov Hongkongu. Má rozlohu 147 km² a žije na něm asi 45 000 obyvatel. Hustota obyvatel okolo 300 lidí na čtvereční kilometr je na hongkongské poměry nízká (pro porovnání, sousední Hongkong Island má 16 000 obyvatel na km²). Lantau bývá nazýván „plíce Hongkongu“ pro zachovanou původní vegetaci, nacházejí se zde chráněná území North Lantau Country Park a South Lantau Country Park. Při pobřeží ostrova žije vzácný delfín indočínský. Ostrov je hornatý, nejvyšším bodem je Lantau Peak (také Fung Wong Shan) vysoká 934 metrů, druhá největší hora celého Hongkongu.
Ostrov Lantau leží západně od hlavního města, mys Fan Lau Kok je nejihozápadnějším výběžkem speciální administrativní jednotky Hongkong. Největším městem je Tung Chung s 25 000 obyvateli, plánuje se výstavba rezidenční oblasti North Lantau New Town pro 200 000 lidí. Hlavní turistickou atrakcí ostrova je klášter Po Lin s bronzovou sochou Buddhy, která byla s výškou 34 metrů a váhou 250 tun do roku 2007 největší Buddhovou sochou na světě. Dále se na Lantau nachází rybářská vesnice Tai O, kde se zachovává tradiční způsob života, a pevnost Tung Chung z 12. století, která chránila ostrov před nájezdy pirátů. Na ostrově existuje také trapistický klášter, který chová hovězí dobytek a produkuje vlastní mléko. Na Lantau je i přehrada Shek Pik, která zásobuje Hongkong pitnou vodou, a na poloostrově Chi Ma Wan se nachází hongkongská státní věznice.
V poslední době je donedávna klidný ostrov Lantau místem čilého stavebního ruchu. Lantau byl spojen mostem Čching-ma s ostrovem Hongkong. V roce 1997 vzniklo nové Mezinárodní letiště Hongkong na bývalém ostrůvku Chek Lap Kok, který byl umělým náspem spojen s Lantau. V roce 2005 byl v zátoce Penny's Bay otevřen hongkongský Disneyland a od roku 2006 funguje vyhlídková lanovka Ngong Ping 360. Vznikla organizace Living Islands Movement, bojující za zachování původního charakteru ostrova.